# Lorazepam
El lorazepam és una benzodiazepina que posseeix un efecte ansiolític. Té qualitats sedatives, hipnòtiques i de relaxant muscular. També té propietats anticonvulsionants i amnèsiques. Comparat amb altres benzodiazepines, el lorazepam té una major afinitat als receptors GABA, fet que li atorga un poderós efecte amnèsic.
A Espanya està comercialitzat com EFG i Orfidal.

## Indicacions
S'utilitza per al tractament a curt termini de trastorns de diferents tipus d'ansietat: trastorns de l'ansietat generalitzada, ansietat en estats psicòtics, ansietat associada a símptomes somàtics, ansietat associada a la depressió, ansietat reactiva, insomni produït per l'ansietat. També s'empra per tractar la síndrome de còlon irritable i l'epilèpsia. En el tractament contra el càncer el lorazepam és prescrit per combatre les nàusees i l'insomni. Controla també els estats d'agitació provocats per l'abstinència de l'alcohol.
El Lorazepam només es pot comprar amb recepta mèdica i el pacient que l'ha de prendre roman sempre sota vigilància estricta per part del facultatiu que l'ha prescrita.

## Efectes adversos
El fàrmac pot provocar somnolència, mareig, diarrea, boca seca, cansament entre d'altres, que remeten a mesura que avança el tractament. No és recomanable prendre begudes alcohòliques mentre s'està en tractament amb Lorazepam. Altrament, els efectes del Lorazepam es potencien si també es prenen alhora fàrmacs de tipus neurolèptics, antidepressius, hipnòtics, anticonvulsius, hipoanalgèsics i anestèsics.
Comuns
- Somnolència.
- Fatiga.

Ocasionals
- Visió borrosa.
- Reducció de l'estat d'alerta.
- Ansietat, com efecte de rebot.

Rars
- Agitació.
- Ereccions.

Molt rars (en menys del 0.2% dels casos)
- Trombocitopènia.
- Elevació de globulina.
- hiperbilirubinèmia.
- Hiponatrèmia.
- Elevació d'enzims  transaminases.

## Contraindicacions
Hipersensibilitat coneguda a les benzodiazepines, insuficiència respiratòria descompensada, glaucoma d'angle estret. La relació entre risc i benefici ha de ser acuradament avaluada en pacients que presentin alguna de les següents alteracions o situacions:
- Estat de xoc.
- Miastènia gravis.
- Història de dependència o abús de drogues.
- Alteració de la funció  hepàtica.
- Hipoalbuminèmia.
- Hipercinèsia (ja que les reaccions  paradoxals són més freqüents en aquest grup de pacients).
- Episodi  depressiu sever.
- Malaltia afectiva  bipolar.
- Trastorns cerebrals orgànics.
- Psicosi (les benzodiazepines rarament són efectives en el tractament primari de les psicosis i encara és més freqüent l'aparició de reaccions  paradoxals).
- Malaltia pulmonar obstructiva crònica.
- Apnea del son (establertes o sospitoses).
- Porfíria, ja que poden precipitar crisis agudes.
- Alteració de la funció  renal.
- Alteració de la deglució.
- Menors de 12 anys.